# Het Vaderland
Het Vaderland, oorspronkelijk voluit Het Vaderland - staat- en letterkundig nieuwsblad, is een Nederlandse krant die werd uitgegeven van 1869 tot en met 1982 in Den Haag en aldaar gevestigd was aan de Parkstraat 25.

## Beginperiode
De verschijning van eerste nummer van dit dagblad werd aangekondigd middels een circulaire op 21 maart 1869 door drie Haagse uitgevers en boekhandelaren: Albertus Willem Sijthoff (na 1883 betrokken bij de concurrerende Haagsche Courant), Dirk Antonie Thieme en Martinus Nijhoff (grootvader van de dichter Martinus Nijhoff). In de uitgeverijwereld werden zij 'het driemanschap' genoemd. Het zou zes maal per week verschijnen en ook landelijk nieuws bevatten. De eerste hoofdredacteur van Het Vaderland was Anne Marie Maas Geesteranus. Van 1871 tot 1877 was Hendrik Goeman Borgesius hoofdredacteur. De krant werd al snel een toonaangevende krant van progressief-liberale signatuur, spreekbuis van de Liberale Unie, waarin ook veel aandacht werd gegeven aan kunst en cultuur. De schrijver P.A. Daum zette er, voor zijn vertrek naar Nederlands-Indië, zijn eerste schreden op het journalistieke pad. In 1887 verscheen als feuilleton Eline Vere, de eerste "Haagse" roman van Louis Couperus, die ook nadien vele bijdragen heeft geleverd.
Het Vaderland was een avondblad, maar vanaf 1906 verscheen tevens een ochtendeditie.

## Interbellum
Nadat Het Vaderland in 1915 was gekocht door Anton Kröller werd het in 1924 overgenomen door de NV De Nieuwe Rotterdamsche Courant. Per 1 april 1936 werd de Nieuwe Courant opgenomen in Het Vaderland.
De bekende letterkundige G.H. 's-Gravesande en architectuurmedewerker Jan Wils leverden vaste bijdragen aan Het Vaderland. In de jaren dertig begonnen Simon Carmiggelt en Alfred van Sprang hier hun journalistieke carrière. Na het overlijden van Henri Borel in 1933 werd Menno ter Braak literair redacteur. Zijn wekelijkse Kronieken groeiden uit tot veel meer dan recensies. Het werden essays waarin de behandelde werken in een brede literaire en maatschappelijke context werden geplaatst, zodat Het Vaderland richtinggevend werd voor de literaire kritiek van die tijd.

### Gijzeling
Op 21 september 1937 werd in Het Vaderland gemeld wat in een geheime Haagse raadsvergadering over het elektriciteitscontract tussen de gemeenten Den Haag en Rijswijk was besproken. Burgemeester S.J.R. de Monchy deed daarop aangifte, waarna journalist C.L. Hansen vanaf 8 december gedurende 22 dagen werd gegijzeld omdat hij zijn bron niet wilde noemen; hij meende dat hem verschoningsrecht toekwam omdat hij als journalist een beroepsgeheim kende. Op 5 april 1938 volgde de terechtzitting. Tegen Hansen werd 300 gulden boete geëist. Op 19 april werd hij veroordeeld tot 100 gulden boete. Dit vonnis werd op 27 juni bevestigd.

## Oorlogsjaren
Ter Braak en Max Nord, die hij als redacteur had aangetrokken, waren fel gekant tegen het nationaalsocialisme, maar van de krant waarin zij schreven kan dat niet worden gezegd. De nogal lauwe houding van voor de Tweede Wereldoorlog werd na de bezetting in mei 1940 zelfs uitgesproken pro-Duits, onder meer door de stukken van redacteur Elisa Willem Kuyper, zodat de hoofdredactie bij de zuivering na de bevrijding een publicatieverbod van anderhalf jaar kreeg opgelegd. De titel Het Vaderland mocht tot 1951 niet worden gevoerd. In die jaren werd de naam De Nieuwe Courant gebruikt, ontleend aan de liberale krant die in 1936 in Het Vaderland was opgegaan.  

## Na de oorlog

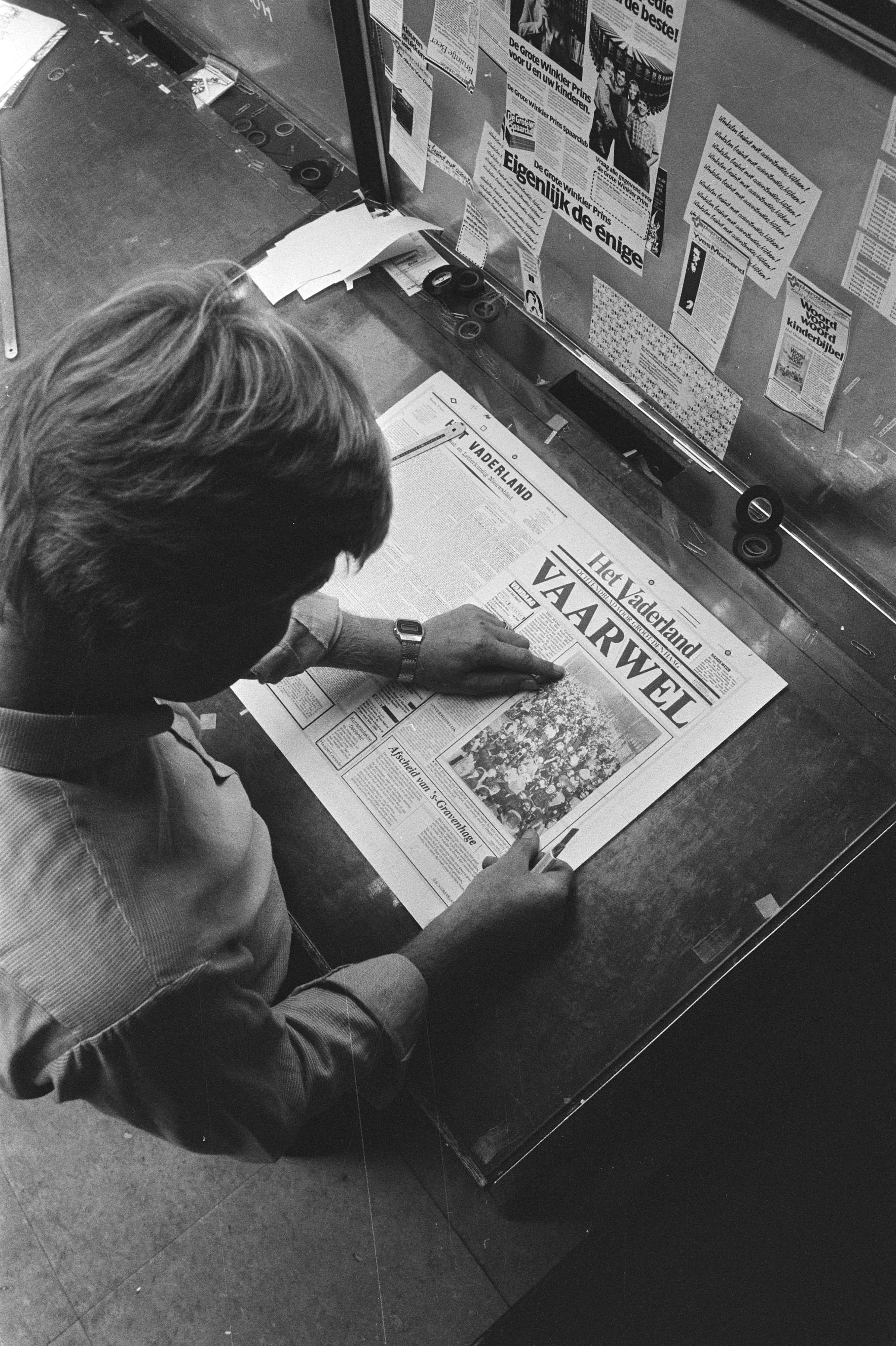
Laatste nummer (1982)

Na deze moeilijke periode wist Het Vaderland in de jaren vijftig zijn positie als liberaal dagblad voor Den Haag te heroveren. Op het gebied van kunst en cultuur waren het vooral Eduard Elias, Pierre H. Dubois, Paul de Wispelaere, muziekredacteur Jaap Geraedts en aanvankelijk ook K.L. Poll (later naar het Algemeen Handelsblad overgestapt), die de krant een nieuw gezicht gaven. Andere medewerkers in de laatste jaren van Het Vaderland waren onder andere Toos Faber-de Heer, Tomas Ross en Pieter de Vink. Zo landelijk toonaangevend als in de jaren van Ter Braak werd Het Vaderland echter niet meer. Gaandeweg was er steeds minder plaats voor deze deftige, liberaal-conservatief geworden, typisch Haagse krant. 
Op 12 april 1969 vierde de krant het 100-jarig bestaan.  Op dat moment had Het Vaderland 38.000 abonnees. Ter gelegenheid van het jubileum verscheen een speciale editie van 120 pagina's, die daarmee de dikste krant was die ooit in Nederland werd vervaardigd. 
Vanaf 2 mei 1972 was het Vaderland een kopblad van het Algemeen Dagblad als ochtendblad. Het abonneeaantal liep zodanig terug dat besloten moest worden tot opheffing. De laatste hoofdredacteur was Rien Schilte. Op 14 augustus 1982 verscheen Het Vaderland voor het laatst. Het abonneebestand werd overgedaan aan de Haagse editie van het Algemeen Dagblad.